# Politieschool De Cloese
Politieschool De Cloese was een opleidingscentrum in Lochem voor politie in het Oosten en Noorden van Nederland.
Achter het kasteel de Cloese was een opleidingscentrum gebouwd met nachtverblijven, schietbaan, theaterzaal en sportvoorzieningen. Het opleidingsgebouw werd in 2017 gesloopt om ruimte te maken voor woningen. Ook kan het landschap naar ontwerp van Dirk Wattez worden hersteld. Er bestonden in jaren negentig vier Politie Opleidings Centra (POC's): Lochem ('De Cloese'), Amsterdam, Leusden ('De Boskamp') en Heerlen.